# 建勳神社

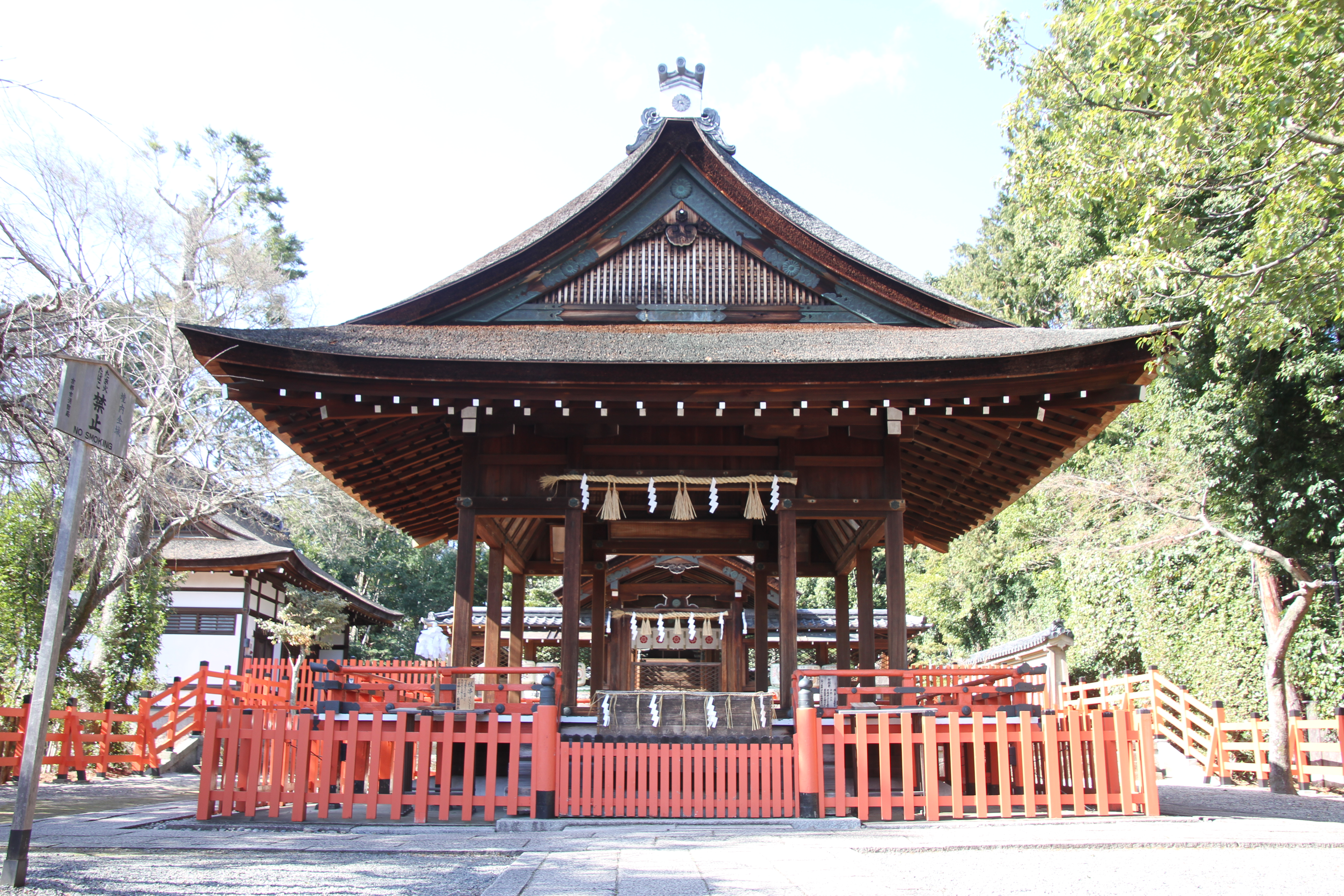
拜殿

建勳神社（日语：建勲神社，けんくんじんじゃ）是位於日本京都府京都市北區船岡山的一座神社，主祭神是織田信長、配祀織田信忠。

## 歷史
建勳神社始建於1869年11月8日，明治天皇睦仁鑑於“信長以一統天下為目標促成統一日本大業，使日本得以免於被外國侵略。”決定建造「健織田社」表彰促進天下統一和朝儀復興的織田信長。1870年10月17日，在山形縣天童藩知事、信長後裔織田信敏的東京宅邸內，織田信長被授予“建勳”的神號，供奉於織田氏的建勳社中（所屬舊領地天童市境內亦建有建勳社，詳見天童市建勳神社）。1875年4月24日，列為別格官幣社。
船岡山位於平安京的玄武位，16世紀時曾為京都天正寺預定地，該寺曾被豐臣秀吉指定作為織田信長的菩提寺，但始終沒有正式興建。19世紀時，政府因而決定將神社從東京織田邸內遷往船岡山，於1880年9月神社竣工後落實遷社儀式。此時修建本殿於表參道上不遠處的「大平和敬神」石碑所在地。1881年信長長子織田信忠入祀配享。1910年，社殿搬遷至位於山頂的現址。在神社境內可遠眺大文字山及比叡山方的風景。戰後，隨著近代神社分類制度的廢除，1948年被併入神社本町的別備社，2019年脫離神社本町。神社建築被列入登錄有形文化財加以保護。
2021年，神社於拜殿內逐年陸續新增「織田三十六功臣」：池田恆興、稻葉一鐵、豬子兵助、氏家卜全、織田廣良、織田信光、蒲生氏鄉、河尻秀隆、齋藤新五、坂井久藏、坂井政尚、佐久間信盛、佐久間盛政、佐佐成政、柴田勝家、菅谷長賴、瀧川一益、武井夕庵、道家尾張守、丹羽長秀、羽柴秀吉、原田直政、平手汎秀、平手政秀、福富秀勝、不破光治、細川藤孝、堀秀政、前田利家、村井貞勝、毛利新介、森蘭丸、森可成、簗田出羽守、山內一豐、湯淺甚助等36人的生平事蹟介紹木匾。

## 境內設施
- 本殿（國登録有形文化財） - 1880年9月建立。1910年遷建至現址。
- 渡廊（國登録有形文化財）
- 透塀（國登録有形文化財）
- 神門（祝詞舎、國登録有形文化財）
- 拜殿（國登録有形文化財） - 內側陳列織田信長36功臣的紀念木匾。
- 神饌所（國登録有形文化財）
- 手水舎（國登録有形文化財）
- 祭器庫（國登録有形文化財）
- 社務所（國登録有形文化財）
- 貴賓館（國登録有形文化財）
- 船岡妙見社- 祭神：玄武大神（妙見菩薩）。船岡山地之神。
- 義照稻荷神社- 祭神：宇迦禦靈大神、國床立大神、猿田彥大神
- 稻荷命婦元宮- 祭神：船岡山靈狐。伏見稻荷大社命婦社之親神。

## 外部連結
- 建勲神社 （页面存档备份，存于）

35°02′19″N 135°44′35″E / 35.0386°N 135.7431°E